# Austrosynapha yivoffi
Austrosynapha yivoffi är en tvåvingeart som beskrevs av Duret 1973. Austrosynapha yivoffi ingår i släktet Austrosynapha och familjen svampmyggor. Inga underarter finns listade i Catalogue of Life.